# Dianthus tiaratensis
Dianthus tiaratensis är en nejlikväxtart som beskrevs av Sh. A. Guseinov. Dianthus tiaratensis ingår i släktet nejlikor, och familjen nejlikväxter. Inga underarter finns listade i Catalogue of Life.